# 赤いブラウス
『赤いブラウス』は、1964年1月15日に発売された橋幸夫の45枚目のシングルである（VS-1179）。

## 概要
- 橋は、本楽曲制作のきっかけについて、前年6月にリリースした『白い制服』が「好評だったため、二匹目のドジョウ」ねらった[2]と回想している。『白い制服』は63年5月の金沢公演で、橋が暴漢に襲われ負傷。その入院した橋を、恩師の佐伯孝夫と吉田正が見舞った際、清楚な白い制服を着てかいがいしく働いている看護婦をみて」急遽制作された[3]ものであるが、このヒットを受けて、「カラーシリーズ」と称して第二作となる本楽曲が制作された。作詞は佐伯孝夫、作曲吉田正で、『白い制服』同様となっている。
- 本楽曲は、夜汽車に乗って出発する青年と赤いブラウスを着た若い二人の暫しの別れの風景を謳ったもので、股旅もの、南海の美少年などの時代歌謡、『いつでも夢を』などの青春歌謡、この後のリズム歌謡などとは違う「恋愛もの」という別のレパートリーとして位置づけられている[4]。
- この半年後に『青いセーター』が制作され、『白い制服』『赤いブラウス』と合わせて「カラーシリーズ三部作」[2]と言われる。
- 『明星』（第8回）『平凡』（第3回）月間ランキング第二位となる。
- 17cmLP「白い制服」（SVC-230）にはカラー三部作3曲とも収録されている
- c/wの『星の出る頃』も、佐伯、吉田の作詞作曲である。

## 収録曲
1. 赤いブラウス
作詞：佐伯孝夫、作・編曲：吉田正
2. 星の出る頃
作詞：佐伯孝夫、作・編曲：吉田正

## 収録アルバム
- 最近のCDでのベスト盤への収録は少ない
  - 『橋幸夫＜TWIN BEST＞』[2CD]1998/11（VICL-41033～4）
- CD-BOXdeno収録は以下の通り
  - 『橋幸夫大全集』（CD-BOX 6枚組） [1993年9月20日発売] Disc3
  - 『橋幸夫のすべて』（CD-BOX 5枚組） [2011年2月8日発売] Disc2
  - 『橋幸夫ベスト100+カラオケ15』（CD-BOX 5+1枚組） [2015年10月28日発売] Disc1